# Ernst Meister (Maler)
Ernst Meister (* 6. April 1832 in Koblenz; † 8. Februar 1904 in Köln) war ein deutscher Historien-, Genre-, Porträt- und Tiermaler der Düsseldorfer Schule.

## Leben

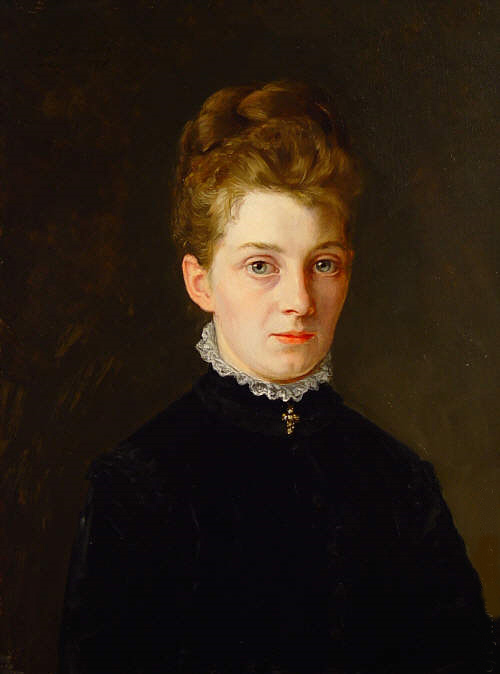
Damenporträt, 1877

Meister wurde als Sohn des Porträtmalers Simon Meister in Koblenz geboren. Sein Onkel war der Landschaftsmaler Nikolas Meister. 1833 zog die Familie nach Köln um, wo er aufwuchs. Nach einer Ausbildung bei seinem Vater besuchte er in den Jahren 1852 bis 1853 die Kunstakademie Düsseldorf. Dort waren Karl Ferdinand Sohn und Theodor Hildebrandt seine Lehrer. Eine weitere Ausbildung erhielt er in Paris. Er lebte in Köln. 1883 besuchte er die Mäzenin und Kunstsammlerin Henriette Hertz in England. 1884 unterrichtete er sie im Zeichnen. Auch porträtierte er sie.
Hauptsächlich schuf Meister Bildnisse. Er wirkte ferner als Historienmaler. Außerdem schuf er genrehafte Jagd- und Tiermotive. Nicht zu verwechseln ist Meister mit dem Schriftsteller Ernst Meister, der auch ein bildnerisches Werk hinterließ.